# Асадук
Асадук (? — после 1079 года) — половецкий хан, участник набегов на Русь.

## Биография
Имя у половецкого хана тюркского происхождения. Н. А. Баскаков выводил его от es-i oduq в значении «бодрствующий, внимательный».
Участник русско-половецких войн. Зимой 1078-1079 года вместе с другими половецкими ханами Сауком и Белкатгином совершил поход на Русь, в результате которого был сожжён город Стародуб и разорены окрестности. Князь Владимир Мономах со своей черниговской дружиной и союзными ему половцами догнал половцев и на Десне разгромил их, Асадук и Саук попали в плен.
Хан Белкатгин был разгромлен на следующий день восточнее Новгорода-Северского, были освобождены пленники.
И. М. Ивакин предполагал на основании возможной путаницы д (Асадук) и л (Асалук), что он мог быть тестем князя Олега Святославича. Но достоверно утверждать это нельзя.